# Jean Duvet

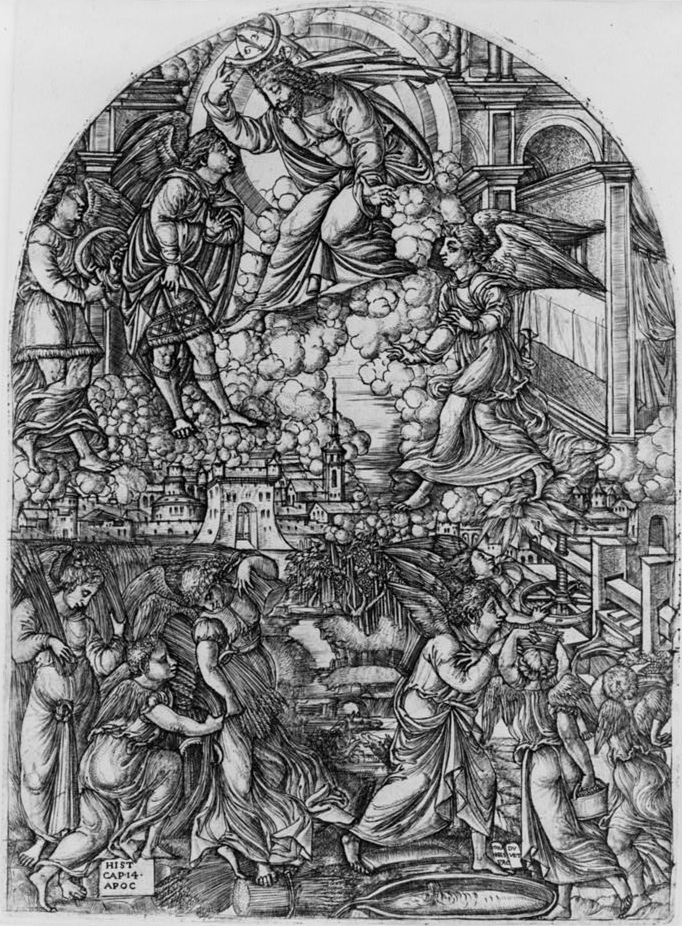
Gravura da série do Apocalipse

Jean Duvet (Dijon ?, 1485 — Langres ?, depois de 1562) foi um ourives e notável gravurista francês do Maneirismo.
Duvet foi o primeiro gravurista de importância da França, dono de um estilo altamente pessoal, muitas vezes comparado a William Blake por sua tendência mística.
Em 1509 foi aceito na guilda dos ourives em Dijon, e em torno de 1519 viajou para a Itália. Lá produziu sua primeira gravura conhecida. Mesmo permanecendo na província, foi indicado ourives dos reis Francisco I e Henrique II da França. Também foi responsável pelas decorações efêmeras nas visitas reais em Langres. Houve dois outros artistas com o nome de Jean Duvet trabalhando em Genebra, mas provavelmente um deles foi um sobrinho seu, e do outro não há referências seguras. Alguns autores acreditam que se tratem do mesmo Duvet de Dijon.
Suas obras mais famosas são a série do Apocalipse, que mostram influência do trabalho de Dürer, a série do Unicórnio, a série celebrando a monarquia francesa. Suas cópias são raras e algumas sobrevivem em apenas uma cópia. Também usou a gravura para fazer reproduções de gravuras de Mantegna e outros mestres célebres.